# Erf (Fluss)
Die Erf, so ihr Name am Unterlauf in Bayern, zuvor am Ober- und Mittellauf in Baden-Württemberg meist Erfa genannt, ist ein gut 40 Kilometer langer linksseitiger und südöstlicher Nebenfluss des Mains in Baden-Württemberg und Bayern (Deutschland).

## Name
Der schriftliche Erstbeleg der Erf fand 1234 als Erphe statt. Der Name des Flusses leitet sich vom althochdeutschen „erpf“ für 'braun, dunkelfarbig' ab und kommt wohl von der Gewässerfarbe, vor allem beim alljährlichen Hochwasser, wenn das ansonsten recht beschauliche Gewässer zu einem reißenden Fluss werden kann.

## Geographie

### Verlauf
Der Fluss entspringt bei Buch am Ahorn im Main-Tauber-Kreis, einem Ortsteil der im Bauland gelegenen Gemeinde Ahorn. Seine Quelle liegt auf ungefähr 391 m ü. NHN und etwa 1,3 km nordöstlich von Buch am Ahorn am Südrand des zum großen Waldgebietes Ahornwald gehörenden Waldgewanns Machlanden. Von hier aus quert er zunächst die Bücher Rodungsinsel mit dem Dorf selbst in dessen Mitte in Richtung Südwesten, um im jenseitigen Waldgewann Buschwind eine Kurve nach Nordnordwesten zu beginnen und durch das wieder offene Obere Tal an deren Ende Gerichtstetten zu erreichen.

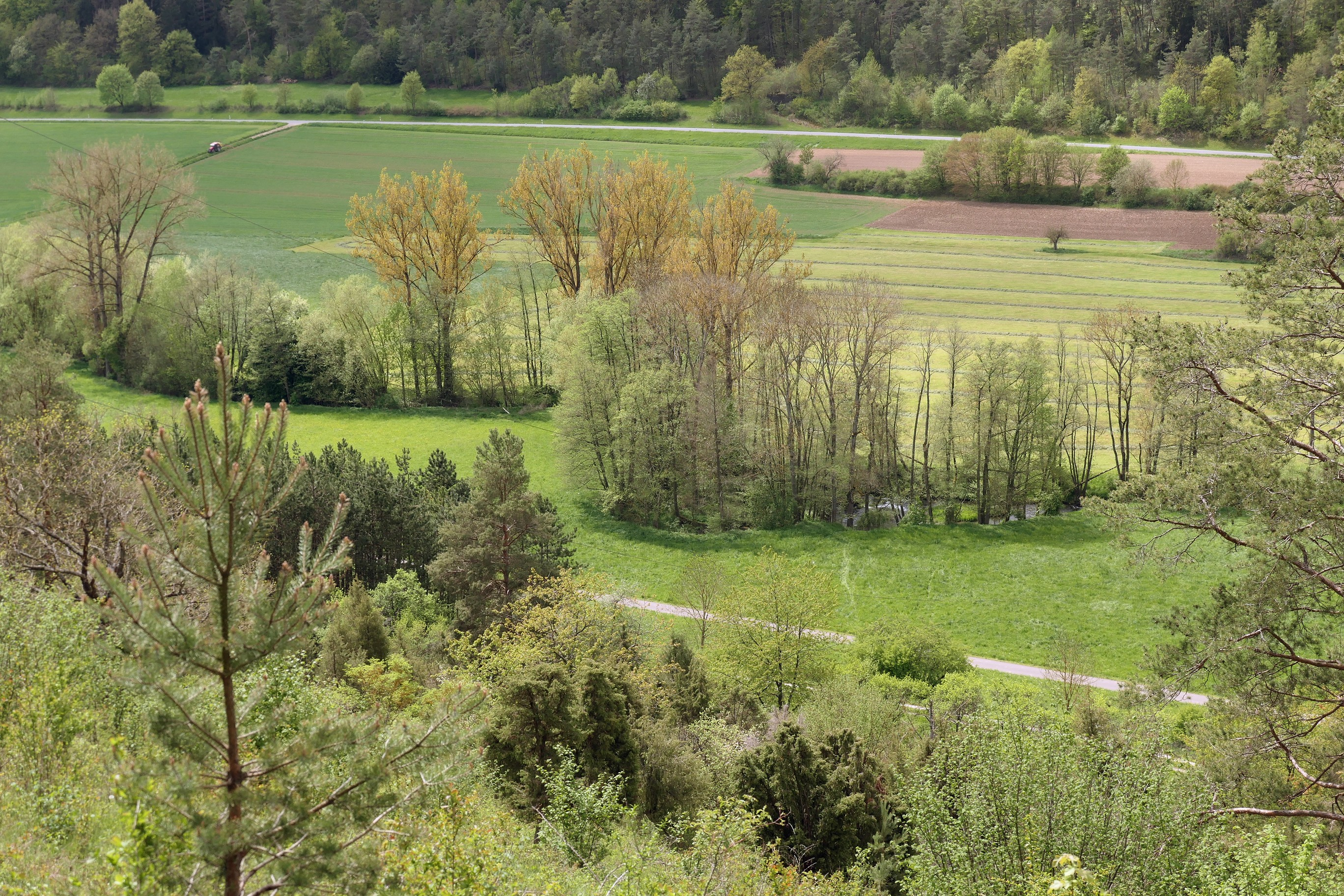
Erfa-Tal südlich von Hardheim

Von hier an zieht er in sehr beständiger Richtung durch die zugehörigen Dörfer Erfeld und Bretzingen in freier Flur, vor allem links auf den Randhügeln aber oft von Wald begleitet, in Hardheim kommt von Rüdental und Schweinberg der Riedbach hinzu, nach Hardheim selbst, wo er für eine kurze Strecke nach Nordwesten fließt. Ab der Wohlfahrtsmühle strebt er in inzwischen tief eingeschnittenem, engem und unbewohntem Tal in alter nordnordwestlicher Richtung weiter, zwischen den bewaldeten Hängen Wolfsgrube rechts und Kappelberg links. Dann läuft ihm am Hofgut Breitenau (zu Hardheim) vom rechts durchs Katzental der Katzenbach zu und er wendet sich nach Nordwesten.
Gleich danach überquert er die Landesgrenze nach Bayern und erreicht daraufhin das unterfränkische Taldorf Eichenbühl-Riedern. Hinter dem kleineren Pfohlbach dahinter schließt sich wieder eine längere unbesiedelte Talstrecke an bis Eichenbühl selbst, nach dessen Durchqueren der Kohlbach von rechts zuläuft, die Erf sich nach Westen kehrt und ihr Tal sich zum Trichter ausweitet. In dessen Mitte liegt Bürgstadt, durch das die Erf dann von links auf etwa 125 m ü. NHN in den Main mündet, keine zwei Kilometer vor dessen Südspitze bei Miltenberg.

### Einzugsgebiet

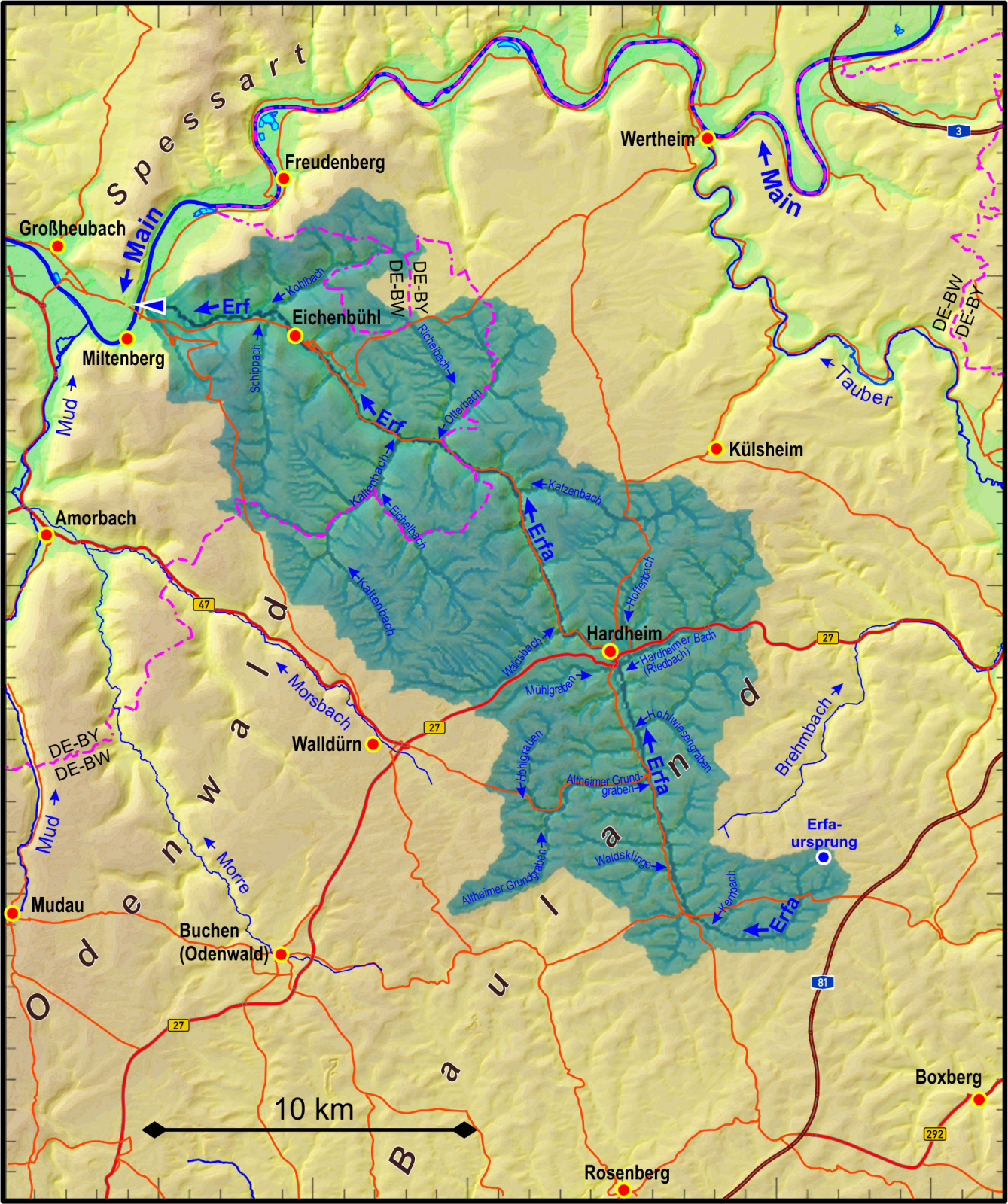
Einzugsgebiet der Erf

Das 246,91 km² große Einzugsgebiet der Erf liegt in den Naturräumen Bauland, Sandstein-Odenwald und Sandstein-Spessart. Von ihm liegen gut zwei Drittel um den Ober- und Mittellauf im nördlichen Baden-Württemberg, wo der Fluss meist Erfa genannt wird, das restliche knappe Drittel im bayerischen Unterfranken. Sie entwässert es über den Main und den Rhein zur Nordsee.
Das Einzugsgebiet grenzt
- im Nordosten an die Einzugsgebiete der beiden Mainzuflüsse Haagbach und Wildbach
- im Osten an das des Schönertsbachs, der über die Tauber zum Main entwässert
- im Südosten an das des Tauberzuflusses Brehmbach, an das des Umpferzuflusses Schüpfbach und an das der Umpfer selbst, die ebenfalls in die Tauber mündet
- im Süden an das der Rinna, die über die Kirnau, die Seckach und die Jagst in den Neckar entwässert
- im Südwesten an das der Seckach selbst
- im Westen an das des Marsbachs, der über den Billbach und die Mud in den Main entwässert
- und im Nordwesten an das des Mudzuflusses Weilbach.

Während am Oberlauf der Erf offenes Ackerland vorherrscht, fließt die Erf ab Hardheim durch ein enges, bewaldetes und dünn besiedeltes Tal. Auf den letzten Kilometern, zwischen Eichenbühl und Bürgstadt, liegen am rechten Hang des Erftals die Weingärten der Weinlage Centgrafenberg.

### Zuflüsse
Liste der Zuflüsse von der Quelle zur Mündung. Gewässerlänge, Einzugsgebiet und Höhe nach den entsprechenden Layern auf der Onlinekarte der LUBW. Andere Quellen für die Angaben sind vermerkt.
- Heckfelder Graben, von links in Ahorn-Buch am Ahorn, 1,2 km.
- Stiegeles Graben, von rechts in Buch, 1,1 km.
- (Bach durch die Enzenklinge), von rechts zwischen Buch und seiner Kläranlage, 0,8 km.
- Messbach, von links vom Nordrand des Waldgewanns Messbach, 1,0 km.
- Buschwindegraben', von links im Waldgewann Buschwind, 1,2 km.
- Arnbach, von rechts zwischen zwei Feldwegbrücken, 1,2 km.
- Kernbach, von rechts gegenüber einem großen Einzelstall in der Flur, 2,5 km und 2,5 km².
- Saugraben, von rechts am Ortsanfang von Hardheim-Gerichtstetten, 1,0 km.
- Kuffenbrunnengraben, von links längs der Altheimer Straße in Gerichtstetten, 2,2 km.
- Durstiger Graben, von rechts am Ortsende von Gerichtstetten, 1,5 km.
- (Hangzufluss aus einer Mulde zwischen Frosch- und Gützberg), von rechts vor und gegenüber dem Hof Am Hundsrück, ca. 0,4 km.
- (Bach durch die Waldsklinge), von links, 3,5 km und 4,1 km².
- (Klingenzufluss vom Zigeunerstock), von rechts vor einer Feldbrücke, 1,1 km.
- (Klingenzufluss vom nördlichen Scherich), von rechts in Hardheim-Erfeld, ca. 0,4 km.
- Steigengraben, von links an der Straßenbrücke der L 514 in Erfeld, 2,4 km.
- Ringeldergraben, von rechts am nördlichen Ortsende von Erfeld, 1,3 km.
- (Bach durchs Renntal), von links bei Hardheim-Erfelder Mühle, 2,2 km.
- Altheimer Grundgraben, von links durchs Waldstetter Tal in einen linken Seitengraben der Erf vor Hardheim-Bretzingen, 7,7 km und 15,7 km².[LUBW 5]
- Hohlwiesengraben, von rechts nach Bretzingen, 5,1 km mit dem längeren und einzugsgebietsreicheren Oberlauf sowie 9,3 km².[LUBW 5]
- (Auengraben aus der Bauernau), von links am Südrand von Hardheim, 0,6 km.
- Hardheimer Bach oder eher Riedbach, von rechts in Hardheim an der Erfbrücke der B 27, 6,0 km und 21,4 km².[LUBW 5]
- Mühlgraben, am Ober- und Mittellauf Urgraben, von links in Hardheim neben der Langen Gasse, 5,1 km.
- Rößlebach, von rechts am Nordwestrand von Hardheim, 0,9 km.
- Waldsbach, am Ober- und Mittellauf Lochbach, von links bei Hardheim-Wohlfahrtsmühle, 5,1 km und 10,3 km².
- (Klingenbach), von links von Hardheim-Dornberg herunter, 1,0 km.
- (Bach durch die Einsiedlerklinge), von links aus Rütschdorf an der Tierkörperbeseitigungsanlage, 1,4 km
- Katzenbach aus dem Katzental, von rechts bei Hardheim-Breitenau, 6,8 km mit dem linken Oberlauf Erlenbach und 12,5 km².
- (Bach durch die Schattenklinge), von rechts den Bergwald herunter, 1,8 km.
- (Bach durch die Eselsklinge), von rechts, 1,2 km. Ursprung im Wacholderrain.
- (Bach durch die Brunnenklinge), von links zuletzt auf der Landesgrenze, ca. 1,3 km.[BA 2] Unbeständig.
- (Mühlkanal der Eichenbühler Gaimühle)[LUBW 6], von rechts, 0,9 km.
- Otterbach, von rechts in Eichenbühl-Riedern, 5,5 km und 20,9 km².[LUBW 5]
- Wildbach, von links unmittelbar nach Riedern, 2,0 km.
- (Mühlbach der Michelsmühle), von links unmittelbar vor dem folgenden, ca. 0,5 km.[BA 2]
- Kaltenbach, von links auf etwa 176 m ü. NHN[BA 1] bei Pfohlbach links des Baches, 8,6 km und 38,5 km².[LUBW 5]
- (Mühlkanal zur Ottenmühle), von rechts, ca. 0,5 km.[BA 2]
- (Bach durch die Schollklinge) von Neunkirchen-Umpfenbach herab, von rechts kurz nach der Ottenmühle, 3,3 km und 2,2 km².
- (Bach durch die Berndielklinge), von links an der Öffnung des Taltrichters zum Dorf Eichenbühl selbst, ca. 1,5 km.[BA 2]
- (Bach durch die Dürreklinge), von rechts wenig vor der Eichenbühler Siedlungsgrenze, ca. 0,6 km.[BA 2]
- (Bach aus der Turmklinge), von rechts am südöstlichen Ortsrand Eichenbühls, ca. 1,0 km.[BA 2]
- Kohlbach, von rechts auf 148 m ü. NHN[BA 3] gegenüber dem Gewerbegebiet Eichenbühls um die Etterstraße, 7,5 km und 13,3 km².
- Schippach, von links und Süden auf 146 m ü. NHN gleich nach Eichenbühl, ca. 5,9 km und 9,4 km².
- Stephleinsgraben, von links in Bürgstadt, ca. 3,1 km.[BA 2]

### Flusssystem Erf
- Fließgewässer im Flusssystem Erf

## Fauna
In der Erf kommen Äsche, Bachforelle, Bachschmerle, Elritze, Hasel, Mühlkoppe und Rotauge vor.

### LUBW
Amtliche Online-Gewässerkarte mit passendem Ausschnitt und den hier benutzten Layern: Lauf und Einzugsgebiet der Erf/Erfa

Allgemeiner Einstieg ohne Voreinstellungen und Layer: Daten- und Kartendienst der Landesanstalt für Umwelt Baden-Württemberg (LUBW) (Hinweise)
1. 1 2  Höhe nach dem Höhenlinienbild auf dem Hintergrundlayer Topographische Karte.
2. 1 2  Länge nach dem Layer Gewässernetz (AWGN).
3. ↑  Einzugsgebiet nach dem Layer Aggregierte Gebiete 05.
4. ↑  Einzugsgebiet nach dem Layer Basiseinzugsgebiet (AWGN).
5. 1 2 3 4 5  Einzugsgebiet aufsummiert aus den Teileinzugsgebieten nach dem Layer Basiseinzugsgebiet (AWGN).
6. ↑  Auf LUBW Wildbach genannt. Da es ein von der Erf abzweigendes Auengewässer ist, dort vermutlich Verwechslung mit dem nächsten linken Zufluss.

### BayernAtlas („BA“)
Amtliche Online-Gewässerkarte mit passendem Ausschnitt und den hier benutzten Layern: Lauf und Einzugsgebiet der Erf/Erfa (nur bayerischer Teil)

Allgemeiner Einstieg ohne Voreinstellungen und Layer: BayernAtlas der Bayerischen Staatsregierung (Hinweise)
1. 1 2  Höhe abgefragt auf dem Hintergrundlayer Amtliche Karte (Rechtsklick).
2. 1 2 3 4 5 6 7  Länge abgemessen auf dem Hintergrundlayer Amtliche Karte.
3. ↑  Höhe nach blauer Beschriftung auf dem Hintergrundlayer Amtliche Karte.

### Andere Belege
1. ↑  Otto Klausing: Geographische Landesaufnahme: Die naturräumlichen Einheiten auf Blatt 151 Darmstadt. Bundesanstalt für Landeskunde, Bad Godesberg 1967. → Online-Karte (PDF; 4,3 MB)
2. ↑  Horst Mensching, Günter Wagner: Geographische Landesaufnahme: Die naturräumlichen Einheiten auf Blatt 152 Würzburg. Bundesanstalt für Landeskunde, Bad Godesberg 1963. → Online-Karte (PDF; 5,3 MB)
3. ↑  Hochwasservorhersagezentrale, Landesanstalt für Umwelt Baden-Württemberg (Übernommen am 14. Februar 2020)
4. ↑  Albrecht Greule: Deutsches Gewässernamenbuch. Walter de Gruyter, Berlin / Boston 2014, ISBN 978-3-11-057891-1, S. 130 f., „Erfa“ (Auszug in der Google-Buchsuche).
5. ↑  Einzugsgebiet-Anteile der Länder nach: Verzeichnis der Bach- und Flussgebiete in Bayern – Flussgebiet Main, Seite 137 des Bayerischen Landesamtes für Umwelt, Stand 2016 (PDF; 3,3 MB) (Seitenzahl kann sich ändern.)
6. ↑  Fischereiverband Unterfranken: Unsere Gewässer (Memento des Originals vom 25. September 2014 im Internet Archive)  Info: Der Archivlink wurde automatisch eingesetzt und noch nicht geprüft. Bitte prüfe Original- und Archivlink gemäß Anleitung und entferne dann diesen Hinweis.